# Свято-Михайлівський кафедральний собор (Черкаси)
Свя́то-Миха́йлівський кафедральний собор — кафедральний собор міста Черкаси. Найбільший православний храм України.  Належить  Черкаській єпархії Православної церкви України

## Розташування
Собор розташований на території одного з найбільших парків міста — Соборного (колишня назва — Першотравневий), де раніше була інша церква. Храм споруджено у візантійському стилі за проєктом митрополита Черкаського владики Софронія, що був почесним членом Академії архітектури України, входив до складу Архітектурно-містобудівної ради при управлінні архітектури та містобудування Черкаського міськвиконкому. Черкаський керував безпосередньо і будівельними роботами.
Висота Свято-Михайлівського собору – 74 метри, його довжина – 58 метрів, ширина – 54 метра. Собор є найбільшим православним храмом в Україні та 4-м православним храмом у світі. Собор здатний одночасно вмістити 12 тисяч вірян.

## Історія
Собор збудований на місці цвинтаря Свято-Миколаївського собору. Тут же розташовувались військова Свято-Георгіївська церкви, яка була зведена у роки Першої світової війни на військовому кладовищі та цвинтарна Свято-Успенська церква, що була закрита найстарішою у місті. Свято-Георгіївський храм був свячений 7 жовтня у пам'ять полеглих воїнів. Кошти на будівництво храму збирали усім містом. Як писав історик-краєзнавець Ю.Мариновський: «будівництво православного храму було справою всього міста без оглядки на національність та релігійну приналежність». Церква мала багатий позолочений іконостас. Після війни та становлення радянської влади основними парафіянами стали залізничники. Влітку 1933 року церква була закрита, а невдовзі пограбована.
9 серпня 1992 року рішенням Священного Синоду УПЦ МП було відроджено Черкаську єпархію, яка передбачала існування кафедрального собору. Серед ділянок, запропонованих міською владою для будівництва храму, було обрано місце на колишньому цвинтарі в межах Першотравневого парку, де відбувалися масові гуляння черкасців. Будівництво було розпочато 1994 року і тривало 6 років, ще 2 роки продовжувались роботи з оздоблення собору, як зовнішнього, так і внутрішнього. Завершено зведення Свято-Михайлівського собору й проведено обряд освячення храму 9 серпня 2002 року на честь Святого Архістратига Михаїла, тобто саме на 10 річницю відновлення Черкаської єпархії та 10-річчя архієрейської хіротонії ідейного сподвижника храму владики Софронія.
На урочисту церемонію освячення собору прибуло 5 православних митрополитів і 20 єпископів з України, Росії, Німеччини, Чехії, Угорщини та Білорусі.
Собор зводили за рахунок різних джерел, зокрема і на пожертви пастви, окремих заможних меценатів, серед яких, зокрема, був і Дмитро Фірташ. 25 травня 2003 року до новозбудованого храму перенесли мощі мученика Макарія Овруцького і Канівського, що з 1671 року був настоятелем Канівського монастиря.
У червні 2004 року біля меморіальної каплиці на спомин про жертви сталінських репресій, зокрема черкаського духовенства, а також про зруйнування всіх міських храмів у «безбожні» 1920—1930 роки, було відкрито пам'ятник зруйнованим храмам (скульптор Владислав Димйон).
На проведеній за взірцем «Сімох чудес України» місцевій акції «Сім чудес Черкащини», що тривала наприкінці 2007 — у середині 2008 років Свято-Михайлівський собор у Черкасах був одним зі 116 претендентів на звання переможців акції. Від 2008 року почато зведення найвищої (заввишки 134 м) в Україні храмової дзвіниці у вигляді голуба, також за оригінальним проектом митрополита Софронія.
У жовтні 2024 році храм перейшов до громади ПЦУ. Перехід супроводжувався сутичками із представниками УПЦ МП.

## Галерея

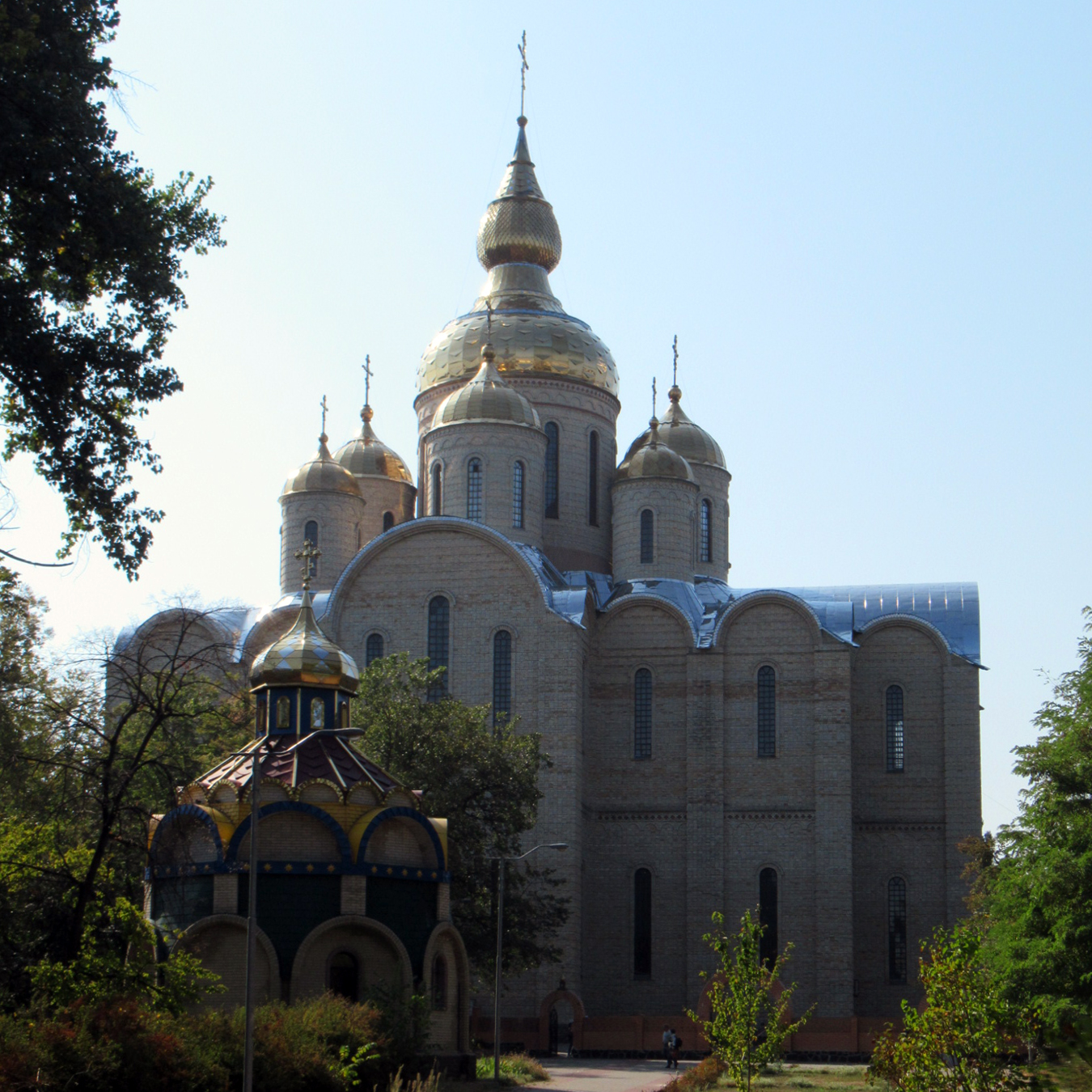
вид з алеї від головного входу в Соборний парк
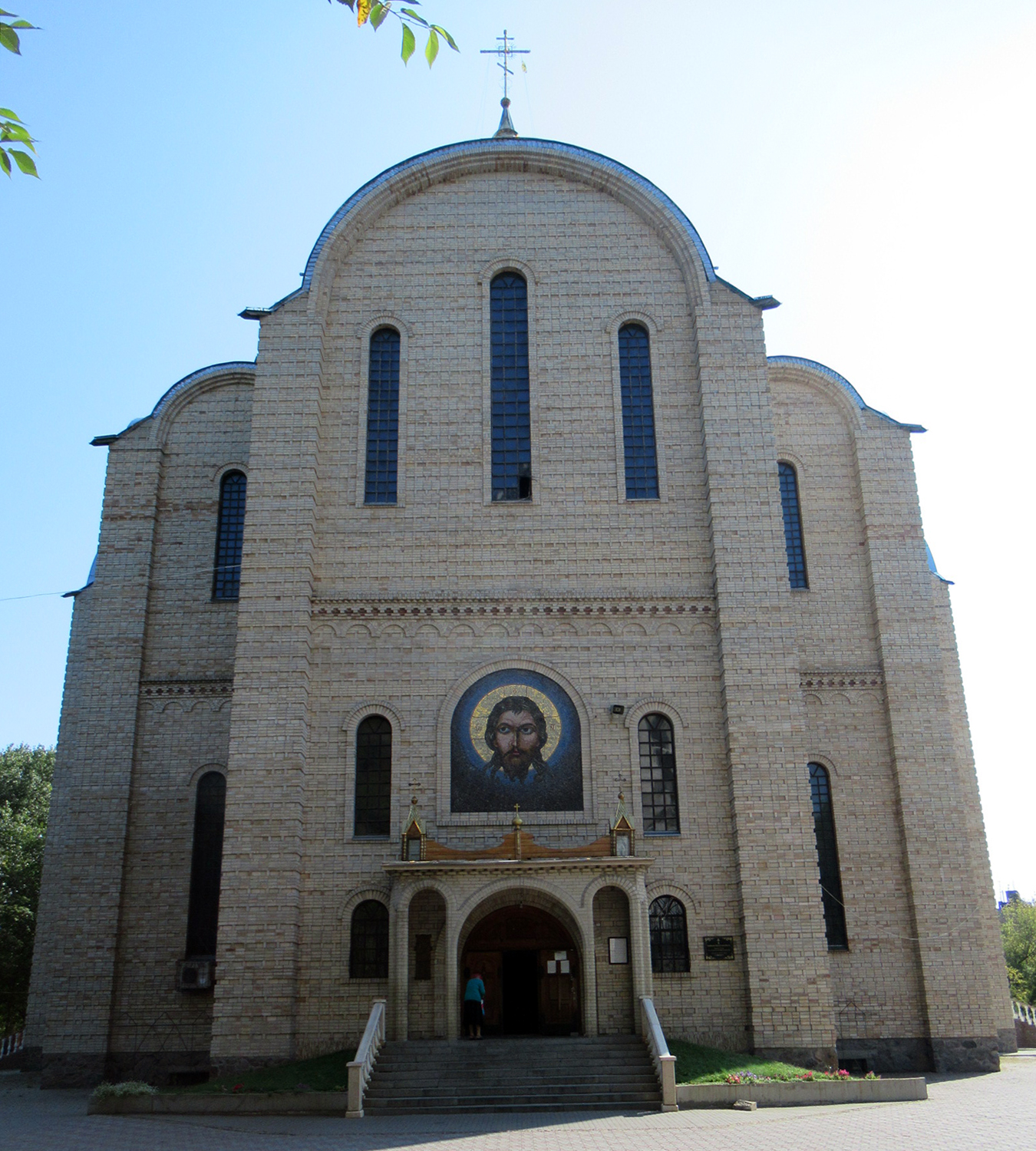
головний вхід
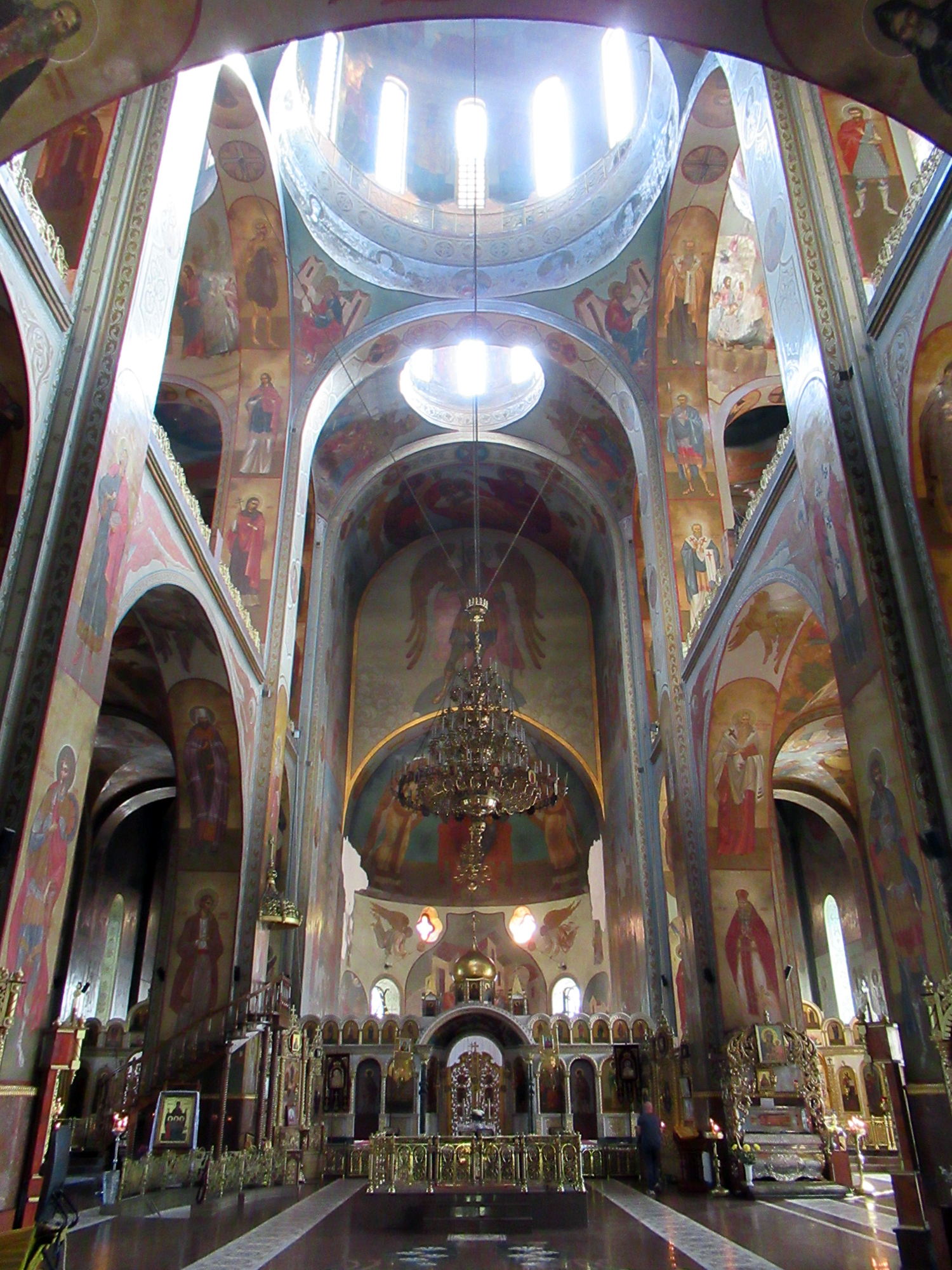
інтер'єр
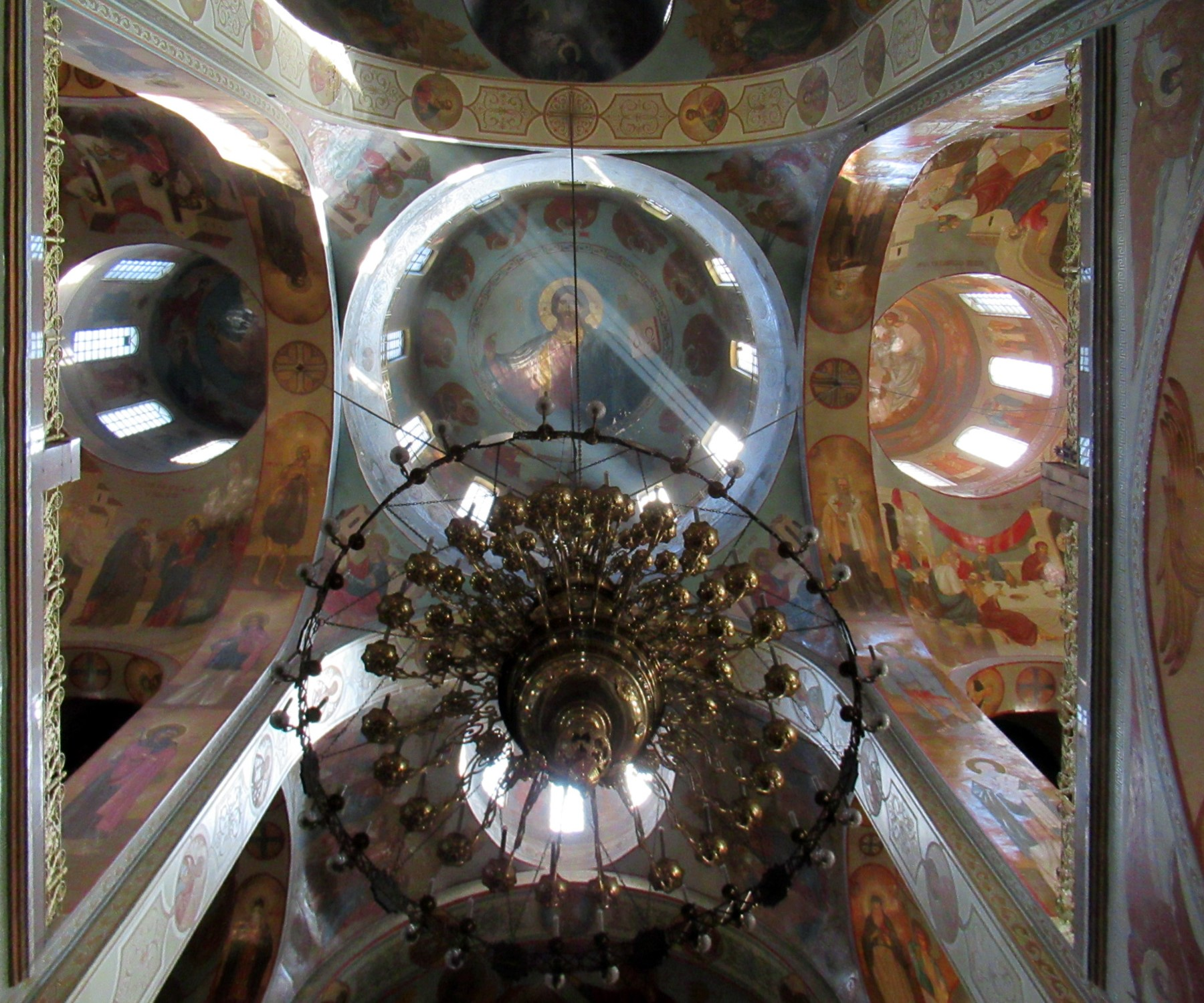
баня зсередини
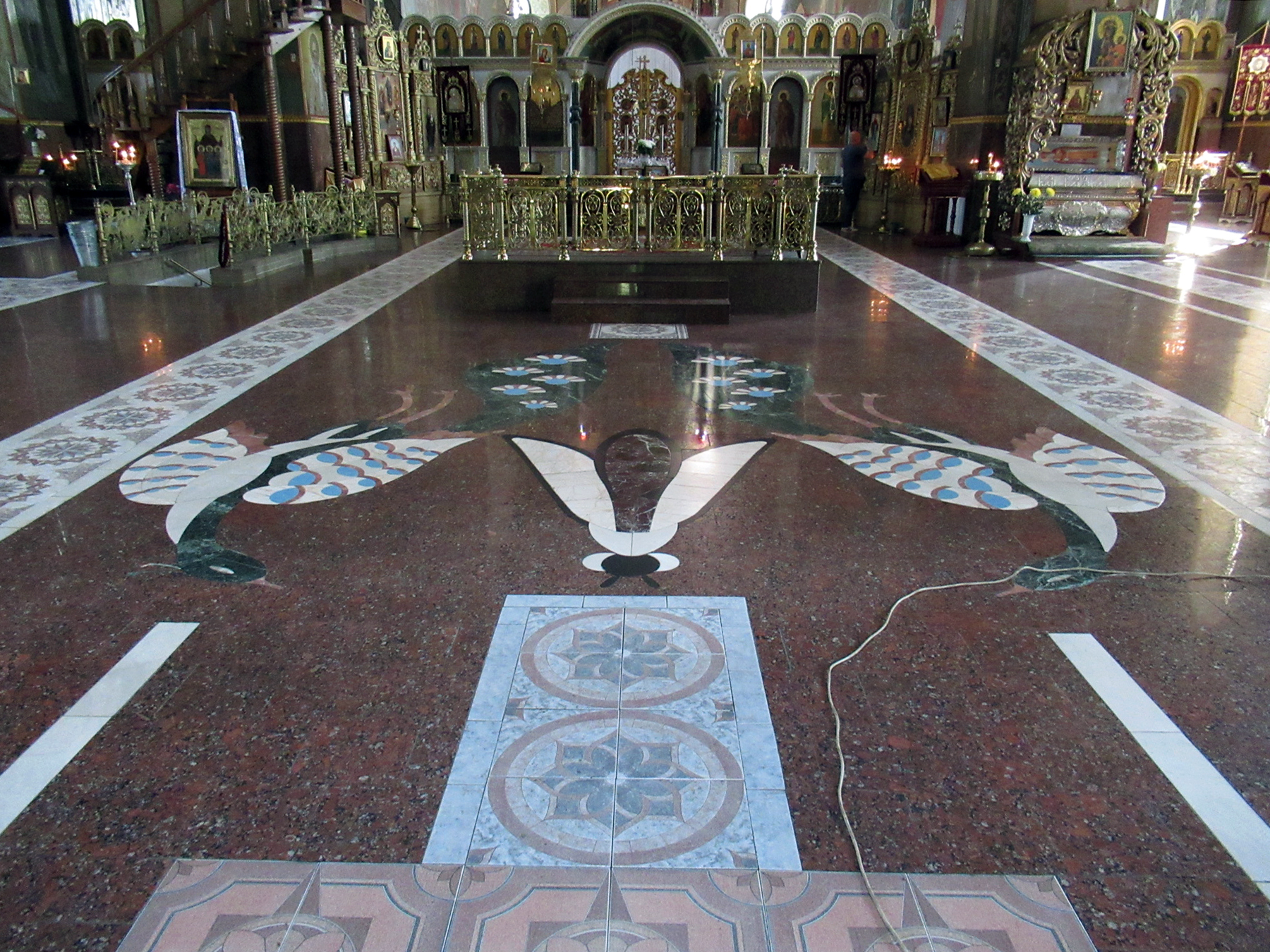
підлога
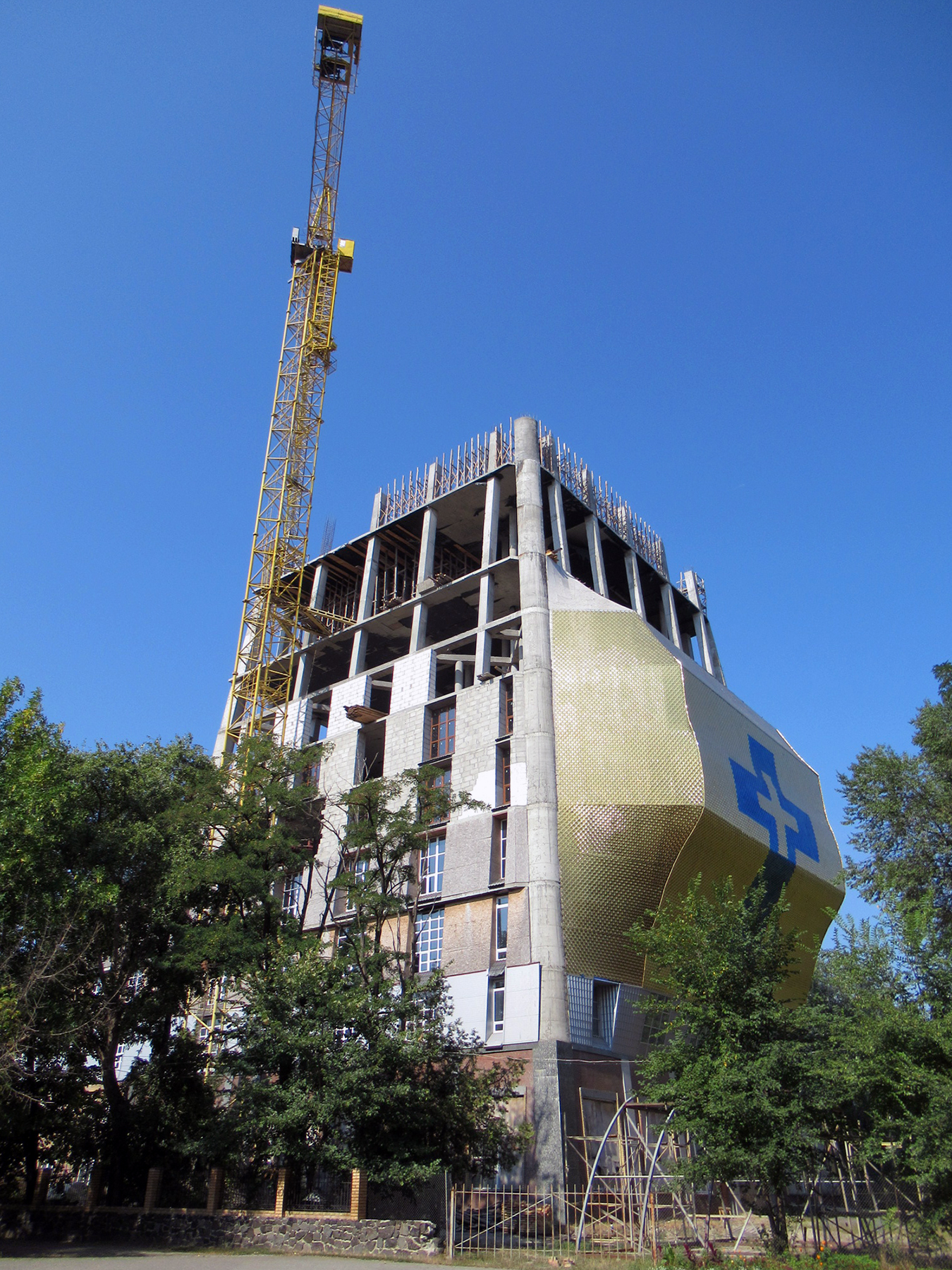
дзвіниця у 2019
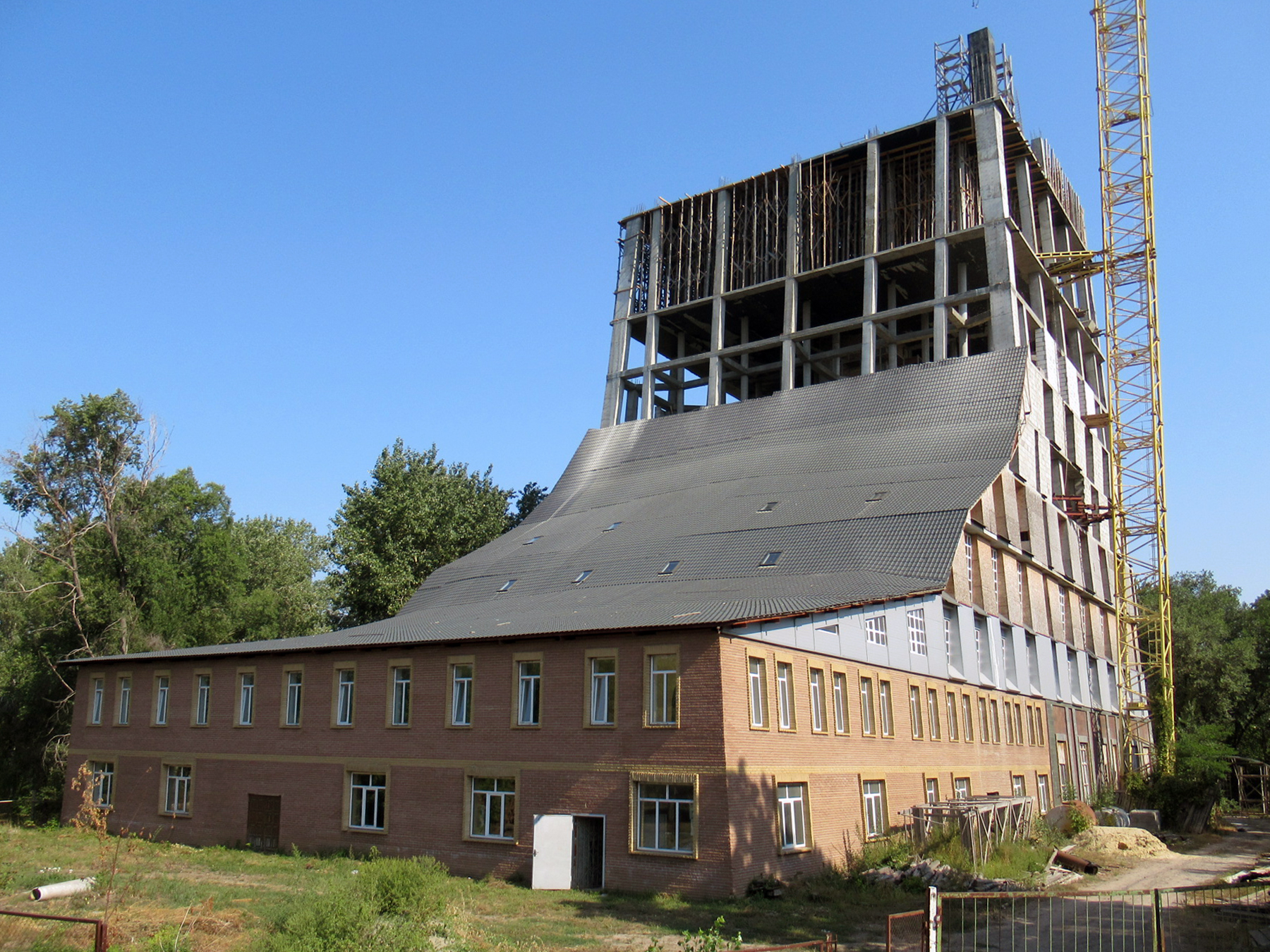
дзвіниця у 2019
Пам'ятник зруйнованим храмам